# Palaeaspilates brunnescens
Palaeaspilates brunnescens är en fjärilsart som beskrevs av Louis Beethoven Prout 1938. Palaeaspilates brunnescens ingår i släktet Palaeaspilates och familjen mätare. Inga underarter finns listade i Catalogue of Life.